# Garé
Garé (kroatisch Garija) ist eine ungarische Gemeinde im Kreis Siklós im Komitat Baranya.

## Geografische Lage
Garé liegt 18 Kilometer südlich des Komitatssitzes Pécs und 11 Kilometer nordwestlich der Kreisstadt Siklós. Nachbargemeinden im Umkreis von vier Kilometern sind Szava, Túrony und Ócsárd.

## Geschichte
Garé wurde bereits 1329 urkundlich unter dem Namen Garee, 1332 als Gara und 1446 als Gare erwähnt.
Im Jahr 1913 gab es in der damaligen Kleingemeinde 99 Häuser und 457 Einwohner auf einer Fläche von 1474 Katastraljochen. Sie gehörte zu dieser Zeit zum Bezirk Pécs im Komitat Baranya.

## Sehenswürdigkeiten
- Reformierte Kirche, erbaut 1797 im spätbarocken Stil
- Römisch-katholische Kirche Nagyboldogasszony, erbaut 1875, der Turm wurde 2006 restauriert

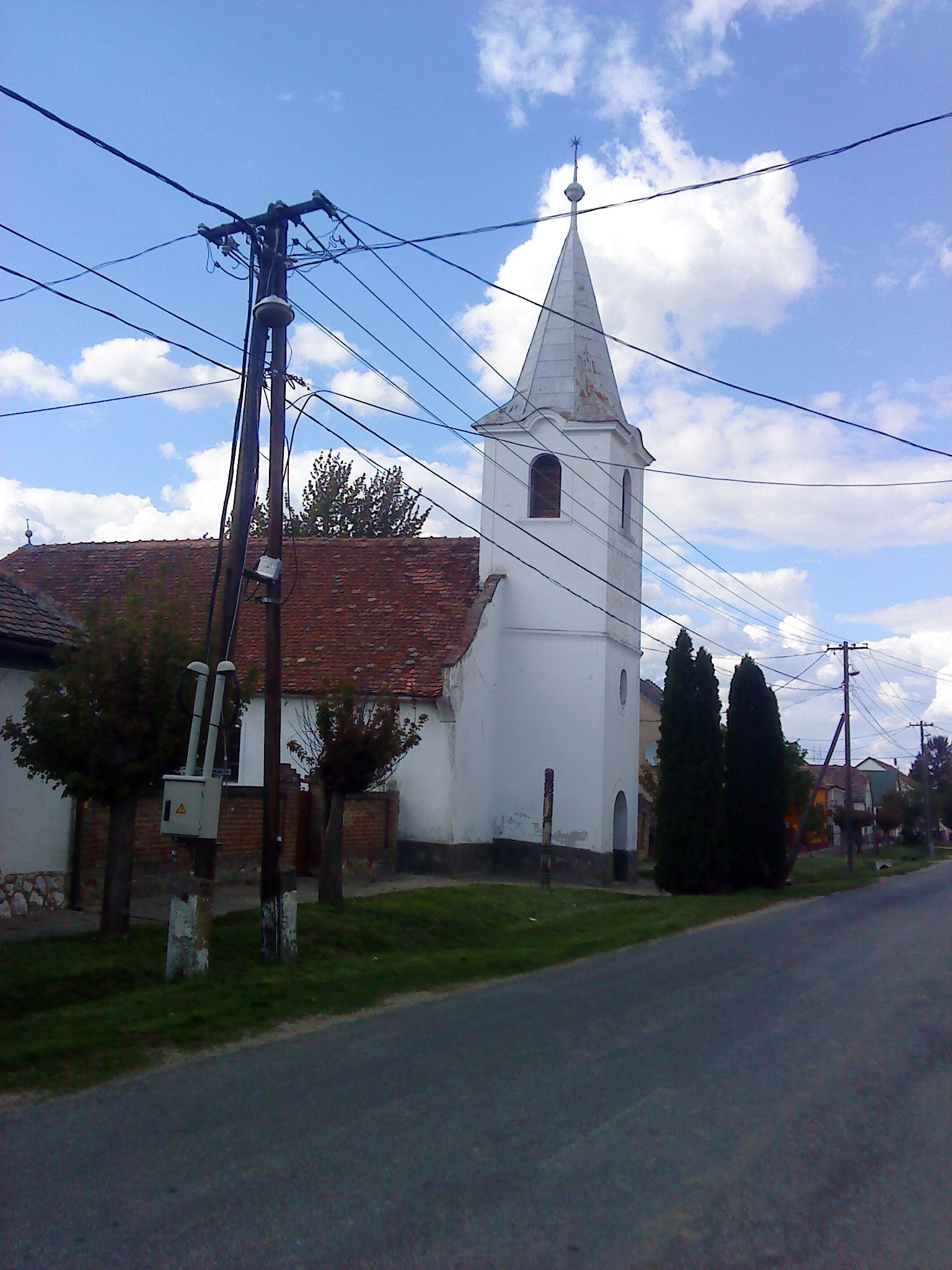
Reformierte Kirche
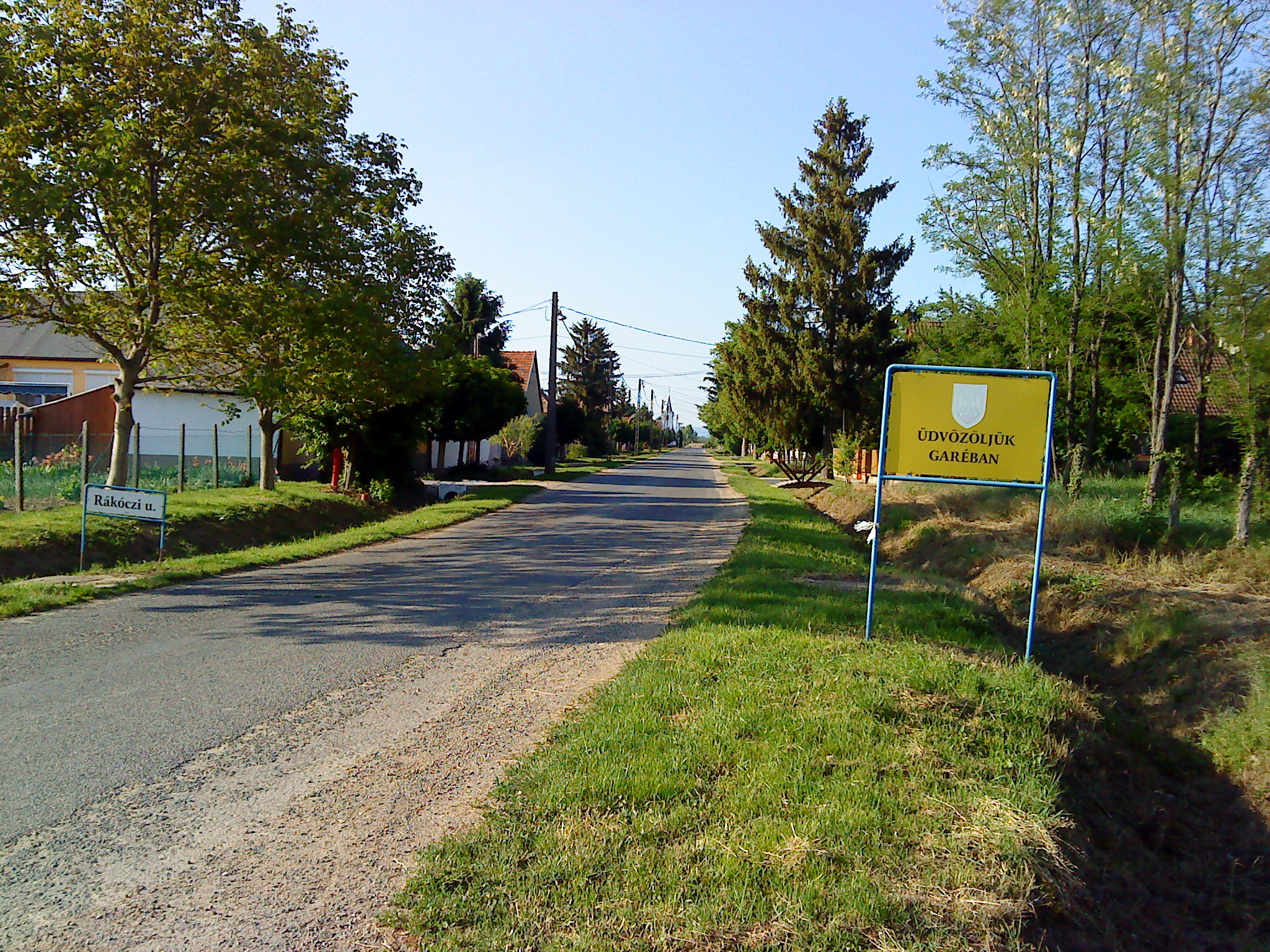
Ortseingang
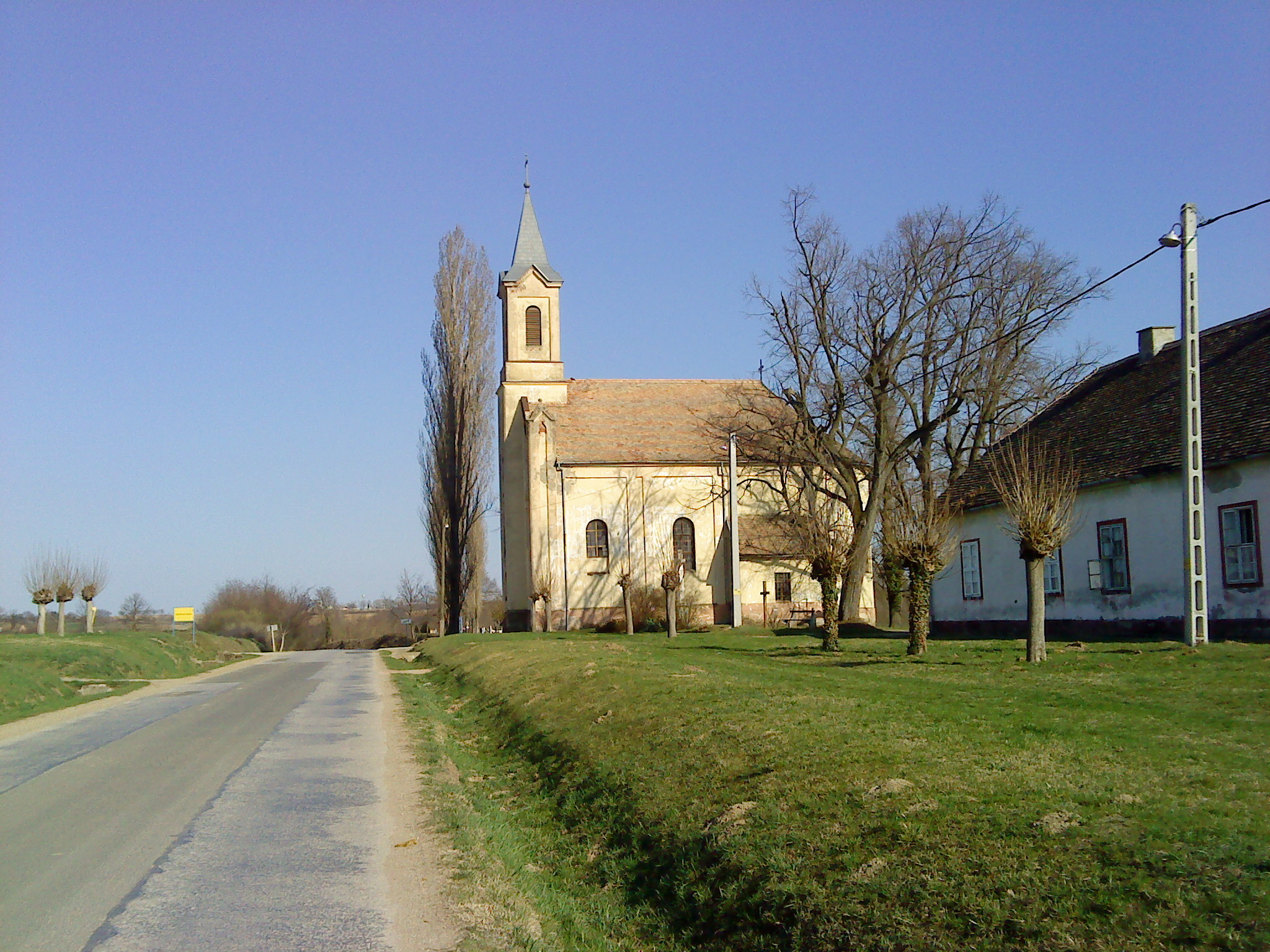
Röm.-kath. Kirche Nagyboldogasszony

## Verkehr
In Garé treffen die Landstraßen Nr. 5813 und Nr. 5815 aufeinander. Der nächstgelegene Bahnhof befindet sich in Pécs.